# Каска
 Тази статия е за предпазното приспособление каска.  За римския заговорник срещу Юлий Цезар вижте Сервилий Каска.  
Каската е металическа шапка, която предпазва главата от нараняване, шлем. Средство за индивидуална защита на главата от травми и наранявания, а също така и за разполагане на специално оборудване, което се носи на главата най-често от военнослужещи, но също така и от строители и спортисти.
Шлемовете са известни от древността и са част от доспехите до Средновековието. Съвременните бойни каски са направени от кевлар и предпазват главата от парчета снаряди или куршуми с ниска проникваща способност. Под името „сини каски“ са известни военните сили, поставени под командването на ООН.
В гражданския живот каски носят строителите, за да се предпазят от падащи предмети, а също така и миньорите. Много спортове изискват носенето на каски – каране на велосипед или мотоциклет, катерене на скали, американски футбол, бокс и други.
Каските през 2000-те се правят от пластмаса или вид гума.

## Военни каски
- Френска каска от Първата световна война
- Английска каска от Първата световна война
- Германска каска от Първата световна война, модел 1916
- Каска на Вермахта, модел 1935
- Полицейска каска
- Съвременна американска бойна каска

## Цивилни каски
- Пожарникарска каска
- Миньорски каски
- Каска за ски
- Велосипедна каска
- Каска за мотокрос
- Каска за крикет
- Каски за езда
- Каска за американски футбол